# Kiva Microfunds
Kiva Microfunds är en organisation med säte i San Francisco som grundades i oktober 2005 av Matt och Jessica Flannery. Organisationen gör det möjligt för användare att via Internet låna ut pengar till entreprenörer i utvecklingsländer. Det är en så kallad 501(c)(3) "non-profit"-organisation som finansieras med donationer från sina användare och genom samarbete med företag och institutioner. Donationer till sådana organisationer berättigar till skattereduktion i USA.
Under 2012 hade organisationen samarbete med mikrofinansieringsinstitut i 61 länder runtom i världen. 

## Bakgrund
Intresset för mikrolån väcktes hos Matt och Jessica Flannery när de hörde en föreläsning på Stanford Business School år 2003. Den hölls av Muhammad Yunus, grundare av Grameen Bank. Jessica Flannery arbetade på skolan och bjöd in Matt till föreläsningen. Informationen, som förmedlades av Yunus, var den första som Matt Flannery hörde om mikrolån men det fungerade som en "väckarklocka" för hans fru. Strax därefter började Jessica arbeta som konsult för Village Enterprise Fund, ett icke vinstinriktat företag som hjälper till att starta småföretag i östra Afrika. När Matt var och hälsade på Jessica i Afrika följde han med henne runt och träffade entreprenörer och intervjuade dem. Han drog slutsatsen att det vanligaste problemet för dem när de ville starta en rörelse var att få tag i startkapital. När paret återvänt till USA började de utveckla sin plan för mikrofinansiering som senare växte till organisationen "Kiva", som betyder enighet på swahili. Kiva leds och administreras av ett team med erfarenhet av mikrofinans och teknik.

## Så här fungerar det
Kiva möjliggör för mikrofinansorganisationer och företag från hela världen, "Field Partners", att publicera profiler av kvalificerade lokala entreprenörer på sin hemsida. Utlånare (Lenders) kan bläddra mellan och välja den entreprenör som de önskar stödja. Kiva samlar in utlånat kapital från de individuella utlånarna och för över det till den aktuella fältpartnern. Vanligtvis har entreprenören vid denna tidpunkt redan fått sitt lån utbetalat av fältpartnern. Efter hand som låntagaren amorterar av på lånet sätts motsvarande summa in på utlånarnas konton och sedan är det fritt att ta ut pengarna själv eller, om så önskas, lånar ut det till en annan entreprenör. 
Utlånarnas pengar överförs till Kiva genom PayPal, som inte tar ut sina vanliga avgifter när de hanterar mikrolån. De organisationer som är fältpartners tar ofta ut en ränta av sina låntagare. Kiva anstränger sig för att hålla koll på vilken ränta som debiteras och arbetar inte med de som har för höga räntesatser. De som lånar ut pengar genom Kiva får ingen ränta eftersom Kiva inte är registrerat hos amerikanska myndigheter som mäklare. 
Notera dock att den genomsnittliga räntan den 10 jan 2010 hos Kivas fältpartners är ca 35 %, med den lägsta på 4 % och den högsta på 80 %. Hög ränta är ett generellt förekommande problem på mikrofinansmarknaden där vissa institut är ute efter egen ekonomisk vinning snarare än att skapa socialt värde i värdlandet.

## Volontärer
En del av arbetet utförs av volontärer, Kiva Fellows, som tillbringar cirka 100 dagar hos en långivare i ett land. Under den tiden hjälper volontären till med utbildning av personalen på plats, ger assistans och erfarenheter om hur de ska använda internetbaserade tjänster för att själva i framtiden kunna posta sina låntagares profiler så utlånarna kan se dem. Volontärerna intervjuar även låntagare/entreprenörer om hur de upplever sin situation. En stor del av arbetet består av dokumentation som sedan ligger till grund för det lokala finansbolagets arbete i framtiden. Under 2008 var det 80 personer som arbetade som volontärer runt om i världen. Kiva rekryterar nya volontärer löpande och ger dem utbildning innan de skickas iväg till sina länder. Särskilt efterfrågade är de som, förutom engelska, behärskar något av de språk som talas i de aktuella länderna. Det ger dem en större chans att komma i kontakt med och verkligen lära känna lokalbefolkningen och på så sätt kunna ge råd där det behövs. Volontärerna har kontakt med huvudkontoret under sin tid i fält och uppdaterar både via bloggar och journaler.

## Statistik
Fram till den 7 mars 2012 hade Kiva förmedlat US$ 291 857 375 som lån från 698 064 utlånare. Då hade 381 658 lån blivit finansierade. Det genomsnittliga lånet är på ca US$ 390,27. Kiva anger att deras låntagare har en historik av obetalda lån på 1,09 procent.
Enligt Alexa rankas Kivas webbsida som den 7 848:e populäraste sajten online.

## Publicitet/Media
- Författaren Bob Wood är en framstående förespråkare för organisationen KIVA.
- Kiva nämns i Giving: How Each of Us Can Change the World, skriven av Bill Clinton.
- Kivas grundare var med på Oprah Winfrey Show november 2007 "Oprah Features Kiva Founders".
- "Kivas PR chef Fiona Ramsey" intervjuades av "CBC Radio One".
- Anna Koblank skriver i Dagens Nyheters Ekonomidel om hur lån genom Kiva förändrat livet för en familj."800 kronor hjälpte dem till egen butik"
- Maria Crofts berättar i Dagens Nyheter 21/12 2008 om organisationer som ger hjälp till självhjälp och anger där Kiva som sin personliga favorit. "Bli gåvosmart och hjälp till"

- NY Times som tidigare varit positiva till Kiva uppmärksammar 2009 deras brist på transparens i organisationen och ifrågasätter var pengarna egentligen går Confusion over where money lent to Kiva goes
- David Roodman skriver uppmärksammad artikel 2009 om ett flertal brister i Kivas verksamhet, bl.a. höga räntor och missledande information Kiva is not quite what is seems

## Etymologi
"Kiva" är ett ord från Swahili som på engelska betyder "unity" eller "agreement". På svenska blir det enighet och överenskommelse.